# Charles Fasel
Charles Fasel, švicarski hokejist, * 21. maj 1898, Švica, † 10. januar 1984, Švica. 
Fasel je bil hokejist švicarske reprezentance, s katero je nastopil na Zimskih olimpijskih igrah 1928, kjer je osvojil bronasto medaljo, in več evropskih prvenstvih, na katerih je osvojil eno zlato in dve bronasti medalji.